# Carl Clemm-Lennig
Carl Wilhelm Heinrich Clemm-Lennig (* 18. August 1818 in Lich; † 26. März 1887 in Heidelberg) war ein deutsch-amerikanischer Chemiker und Industrieller. Er war Teil des „Netzwerks“ Justus von Liebigs und gilt als einer der Begründer der Mannheim-Ludwigshafener Chemischen Industrie.

## Herkunft und Familie
Carl Clemm-Lennig wurde als achtes Kind der Eheleute Carl Ludwig Clemm (1780–1838), hessischer Amtsassessor, und Caroline Theodore geb. Ziehen (1817–1881) geboren. Aus der Familie Clemm gingen eine Reihe von Wissenschaftlern, Unternehmern, Bankiers und Diplomaten hervor. Carl Clemm-Lennig war der Bruder des Chemikers Christian Gustav Clemm, sowie Onkel zweier Mitbegründer der Badische Anilin- und Sodafabrik (BASF), August Ritter von Clemm und Carl Clemm.

## Beruflicher Werdegang
Clemm-Lennig schrieb sich 1838 als Student der Chemie in Gießen ein, wo er Schüler von Justus Liebigs wurde und bei diesem 1845 promovierte. Auf dessen Empfehlung zog er nach Bridesburg (Philadelphia), wo der Chemieunternehmer Charles Lennig eine chemische Fabrik gegründet hatte. Nach Frankfurt zurückgekehrt, erwarb 1849 er zusammen mit anderen Bankiers und Fabrikanten eine kleine Schwefelsäure- und Sodafabrik auf dem Gutshof Wohlgelegen bei Mannheim und gründete die Firma Giulini, Fries & Clemm. Wegen zu starkem Wettbewerbsdruck musste die Fabrik 1852 mit der Heilbronner Fabrik seines Bruders Gustav Clemm fusionieren. Auf Anraten seines Mentors Liebig beschloss er, sich der Einführung der Düngerlehre von Liebig in die Landwirtschaft zu widmen, und gründete 1854 die erste größere chemische Düngerfabrik Süddeutschlands.

## Privatleben
Er heiratete 1848 in Philadelphia Anna Lennig, Stiefschwester des Charles Lennig, mit der er fünf Kinder hatte. Seit 1853 war er amerikanischer Staatsbürger.